# Schloßstraße 71 (Dargun)
Das Wohnhaus Schloßstraße 71 in Dargun (Mecklenburg-Vorpommern) an der B 110 wurde um 1850 gebaut.

## Geschichte
Dargun, mit um 4300 Einwohnern, entstand im Mittelalter beim Dorf Röcknitz, das 1216 erstmals erwähnt wurde.
Das eingeschossige verputzte Haus mit einem Krüppelwalmdach fällt durch sein mittiges großes Dachhaus auf. Es wurde Mitte des 19. Jahrhunderts gebaut. Hier wohnte und wirkte die Familie Henning. Nach 1945 musste die Familie umsiedeln und erhielt das Haus erst nach 1990 wieder zurück. Von 1992 bis 1998 wurde es im Rahmen der Städtebauförderung und durch viel Eigenarbeit der Bauherren in Etappen saniert.
Vor dem Haus stand auf dem Eichendreieck ein Kriegerdenkmal, das bedingt durch Umbauten des Verkehrsplatzes (B 110/L20) auf den Friedhof versetzt wurde.